# Ojos del Guadiana
Os Ojos del Guadiana são fontes situadas no município de Villarrubia de los Ojos, em Espanha, consideradas o ponto tradicional onde surge o que convencionalmente se considera o rio Guadiana no seu troço médio, já que existe outro troço, denominado Guadiana Alto, que nasce a cotas muito mais altas (a 1040m, nas proximidades das Lagunas de Navalcudia), e que, posteriormente, se infiltra um pouco abaixo das mesmas Lagunas de Ruidera, uma vez passada a albufeira de Peñarroya. Assim é considerado de um modo mítico ou lendário, que este Guadiana Alto, volta a aparecer nos Ojos del Guadiana (à semelhança de uma serpente que voltasse a ver a luz).
Porém, não se trata de um rio subterrâneo como tal, mas de múltiplas fissuras na rocha subterrânea, que fazem com que a água possa circular por um sistema aquífero, para posteriormente emergir de novo. A lenda do rio que emerge de novo, se não exacta, pelo menos de um ponto de vista hidrogeológico poderia ser aceite como modelo real.
Também na linguagem coloquial espanhola é utilizada a expressão: "ser como o Guadiana", quando se refere a algo que ocorre espaçadamente, normalmente a intervalos irregulares, ou quando alguém ou algo desaparece de repente e volta a aparecer sim avisar.
Por último, os Ojos del Guadiana, como fonte manancial, do critério hidrológico-estrutural, podem ser classificados como zona húmida do tipo "de descarga"; devido à grande sobre-exploração que sofre o aquífero, estas não existem, e pode dizer-se que o rio Guadiana nasce agora em Villarrubia de los Ojos, a jusante dos Ojos del Guadiana